# Limone Piemonte
Limone Piemonte je italská obec v oblasti Piemont, provincii Cuneo. Žije zde přibližně 1 400 obyvatel.
Sousedí s obcemi Briga Alta, Entracque, Briga (La Brigue) (FR-06), Tenda (Tende) (FR-06), Vernante, Robilante, Roccavione, Chiusa di Pesio.